# Lista dei personaggi in The Railway Series
In questa voce vengono elencati i personaggi presenti nella serie di libri The Railway Series, scritta da Wilbert Awdry e Christopher Awdry. Tutte le informazioni sono provenienti da effettivi appunti del reverendo o dettagli scritti sul libro The Island of Sodor: Its People, History and Railways, scritto dal reverendo Awdry e dal fratello George Awdry.

## North Western Railway
La North Western Railway (NWR) è la principale ferrovia dell'isola di Sodor. È una ferrovia a scartamento normale, cioè la distanza tra i due binari è di 1435 mm. Il motto della ferrovia è "Nil Unquam Simile", che significa "Non c'è niente di simile".

### Locomotive a vapore
- Thomas, è la locomotiva numero 1 della ferrovia. È un locotender della LB&SCR[2], un classe E2 di rodiggio 0-6-0, e vive e lavora sulla North Western Railway, la ferrovia della fittizia Isola di Sodor.
- Edward, è la locomotiva numero 2 della ferrovia. È una locomotiva con tender costruita dalla Furness Railway, un classe K2 a traffico misto, cioè può trasportare sia treni passeggeri che merci e non sviluppano tanto sforzo di trazione iniziale quanto una locomotiva merci, ma sono in grado di trainare treni più pesanti di una locomotiva passeggeri. Vive e lavora sulla North Western Railway, ed ha una linea secondaria dove lavora insieme a BoCo.
- Henry, è la locomotiva numero 3 della ferrovia. È una locomotiva con tender, inizialmente una locomotiva costruita dalla London & North Eastern Railway, un classe Greasley A1 da traffico misto. Dopo un grave incidente con un treno merci in sosta, è stato ricostruito come un London, Midland and Scottish Railway classe Stanier 5 4-6-0 da traffico misto. Vive e lavora sulla North Western Railway.
- Gordon, è la locomotiva numero 4 della ferrovia. È una locomotiva con tender da trasporto passeggero di tipo espresso. Anche lui è un LNER[3] classe Greasley A1. Viene utilizzato principalmente per trainare il treno espresso, ma a volte trasporta anche treni merci. È l'unico "fratello" non rottamato di Flying Scotsman. Vive e lavora sulla North Western Railway.
- James, è la locomotiva numero 5 della ferrovia. È una locomotiva con tender da traffico misto della Lancashire & Yorkshire Railway, un L&Y[4]Classe 28. Vive e lavora sulla North Western Railway.
- Percy, è la locomotiva numero 6 della ferrovia. È un piccolo locotender da trasporto merci della Great Western Railway, di classe GWR[5] 0-4-0ST. Era stato acquistato dal capo della ferrovia Sir Topham Hatt quando Henry, Gordon e James avevano fatto sciopero[6]. È la locomotiva incaricata di trasportare il treno della posta sull'isola di Sodor.
- Toby, è il tram a vapore numero 7 della ferrovia. È un tram a vapore della Great Eastern Railway, un GER (Great Eastern Railway) classe C53, che in origine lavorava nell'Anglia orientale ed è stato acquistato da Sir Topham Hatt dopo che la sua tranvia è stata chiusa[7].
- Duck, è la locomotiva numero 5741 della ferrovia, che nel cartone diventerà 8. È un locotender della Great Western Railway, un classe 5700. Il suo vero nome è Montague, ma viene chiamato Duck perché secondo le altre locomotive ondeggia come un'anatra[8].
- Donald e Douglas, sono le locomotive numero 9 e 10 della ferrovia. Sono due locomotive con tender scozzesi della Caledonian Railway, dei classe 812 e 652. Principalmente trasportano merci, ma se necessario lavorano come locomotive di servizio, cioè aiutano quando bisogna pulire i binari o portare la gru di soccorso a un incidente.
- Oliver, è la locomotiva numero 11 della ferrovia. È un locotender della Great Western Railway, un classe 1400. È stato salvato dalla rottamazione dalla locomotiva Douglas[9], e gli è stato dato il ruolo di lavorare su una linea secondaria, ribattezzata "The Little Western", con Duck.

### Locomotive a diesel
- Daisy, è un'automotrice diesel che lavora sull'isola di Sodor. È arrivata sull'isola dopo che Thomas si schiantò contro la casa del capostazione della stazione di Tidmouth[10].
- BoCo, è una locomotiva a diesel a traffico misto che lavora sull'isola di Sodor. Lavora principalmente sulla linea secondaria di Edward, ma se c'è necessità anche sulla linea principale.
- Bear, prima chiamato D7101, è una locomotiva a diesel a traffico misto che lavora sull'isola di Sodor. Aveva raggiunto l'isola con il diesel D199, che voleva far disertare le locomotive a vapore della ferrovia. Dopo che D199 fu rimandato a casa[9], Sir Topham decise di dare un'altra possibilità a D7101; perciò, gli venne cambiato nome in "Bear" e ricevette una nuova mano di vernice[9].
- Pip e Emma, sono due locomotive diesel-elettriche, cioè hanno un motore a diesel che fornisce energia ad un generatore elettrico, che alimenta i motori di trazione. Sono stati momentaneamente sull'isola di Sodor per portare il treno espresso mentre Gordon portava un treno di turisti a Carlisle, in Cumbria,[11] per poi essere comprati da Sir Topham Hatt anni dopo, perché erano stati privatizzati.

### Vagoni e carrozze
- Annie e Clarabel, sono le carrozze personali di Thomas. Annie può trasportare solo passeggeri, invece Clarabel può trasportare passeggeri, bagagli e il capotreno.
- Henrietta, la carrozza personale di Toby.
- Isabel, Dulcie, Alice e Mirabel, sono ex-carrozze autosganciabili appartenenti alla Great Western Railway, cioè che vengono sganciate dal treno dal retro della carrozza che hanno davanti e un addetto apposito la fa frenare nella stazione a cui devono fermarsi. Vengono usate da Duck e Oliver sulla loro linea secondaria.
- Toad, è un vagone frenatore della Great Western Railway. È stato salvato dalla rottamazione insieme a Oliver, e lavorano insieme sulla loro linea secondaria.
- Vagoni merci, sono i vagoni merci dell'isola di Sodor. Sono veramente indisciplinati e maleducati, e vengono soprannominati "vagoni indisciplinati".
- Victoria, una storica carrozza della Furness Railway. Era stata trasformata in una casetta in una casa vacanze, e dopo essere stata trovata da Thomas[12], venne restaurata e mandata sulla linea di Toby, dove trasporta passeggeri con Henrietta.

## Skarloey Railway
Skarloey Railway (SR) è una ferrovia con scartamento ridotto, che parte dalla stazione di Crovan's Gate e arriva al paese di Skarloey. Nella ferrovia sono presenti delle cave di ardesia, ora usate come deposito di polvere da sparo e rifornimenti. La ferrovia è gestita da Sir Handel Brown.

### Locomotive a vapore
- Skarloey, la locomotiva numero 1 della ferrovia. Ha un gemello, Talyllyn, che lavora sulla Talyllyn Railway, e un fratello, Rheneas, che lavora con lui.
- Rheneas, la locomotiva numero 2 della ferrovia. È stato soprannominato "Gallant Old Engine" (tradotto letteralmente "vecchia locomotiva coraggiosa"), perché ha salvato la ferrovia dalla chiusura[13].
- Sir Handel, la locomotiva numero 3 della ferrovia. Prende il nome dal proprietario della ferrovia, Sir Handel Brown. Il suo nome precedente, di quando lavorava nella Mid Sodor Railway era "Falcon"[14].
- Peter Sam, la locomotiva numero 4 della ferrovia. Prende il nome dal capo della ferrovia precedente, il sig. Peter Sam. Il suo nome precedente, di quando lavorava nella Mid Sodor Railway era "Stuart"[14].
- Duncan, la locomotiva numero 6 della ferrovia. È una locomotiva molto brontolona, e è arrivata sulla ferrovia come locomotiva di riserva dopo l'incidente di Peter Sam con dei vagoni di ardesia[15].
- Ivo Hugh, è la locomotiva numero 7 della ferrovia. Prende il nome dal capo ingegnere dell'officina di Crovan's Gate, il sig. Ivo Hugh. Nell'adattamento televisivo è stato sostituito da "Freddie senza paura".
- Duke, la locomotiva numero 8 della ferrovia, e la numero 1 della storica Mid Sodor Railway. È considerato un eroe da tutte le locomotive. Era stato chiuso in un capanno dopo la chiusura della Mid Sodor Railway perché nessuno lo aveva comprato, ed è stato ritrovato 22 anni dopo[14].

### Locomotive a diesel
- Rusty, la locomotiva numero 5 della ferrovia. È una locomotiva che solitamente trasporta gli operai o gli addetti alla manutenzione dei binari.
- Fred, la locomotiva numero 9 della ferrovia. Entrò in servizio dopo essere stato acquistato dal National Coal Board.

### Vagoni e carrozze
- Agnes, Ruth, Jemina, Lucy e Beatrice, sono delle carrozze della Skarloey Railway. Le prime quattro sono carrozze passeggere, invece Beatrice è una carrozza per il capotreno.
- Ada, Jane e Mabel, sono tre carrozze aperte che lavorano sulla ferrovia. Vengono usate per trasportare gli operai, ma in estate vengono usate per scopi turistici. Hanno trasportato una troupe della BBC mentre filmavano un documentario sulla Skarloey Railway[15].
- Cora, è un vagone usato per trasportare gli attrezzi degli operai e, a volte, per trasportare il capotreno.

## Culdee Fell Railway
La Culdee Fell Railway (CFR) è l'unica ferrovia a cremagliera sull'isola di Sodor. La ferrovia termina sulla cima della montagna più alta di Sodor, con cui condivide il nome. La ferrovia è basata sulla Snowdon Mountain Railway, in Galles.

### Locomotive a vapore
- Godred, è stata la prima locomotiva a lavorare sulla ferrovia. Prende il nome da uno storico re dell'isola di Sodor. Poco dopo l'apertura della ferrovia, perse il contatto con il binario a cremagliera e cadde lateralmente da un dirupo[16]. Nessuno rimase ferito, ma Godred fu talmente danneggiato che venne rottamato e i suoi pezzi vennero usati per riparare le altre locomotive.
- Culdee, è una locomotiva che lavora sulla ferrovia. È molto attento e cauto a salire la montagna, e la sua carrozza, Catherine, lo aiuta dicendogli se c'è qualche pericolo in vista.
- Ernest, Wilfred e Shane Dooiney, tre locomotive arrivate con Godred sulla ferrovia. Le locomotive lavorarono per 60 anni sulla ferrovia, venendo spedite, a rotazione, dai loro costruttori in Svizzera per la manutenzione.
- Lord Harry, è l'ultima locomotiva arrivata sulla ferrovia. Prese il nome del presidente, il sig. Harry Barrane. Era molto spericolato e dopo aver fatto un incidente per la poca attenzione sul lavoro, gli rimossero la targa con il nome[16]. Dopo essere andato in soccorso di alcuni alpinisti, venne ribattezzato "Patrick" in onore di un alpinista che ha rischiato la vita per salvare gli altri.

### Vagoni e carrozze
- Catherine, è la carrozza con cui lavora Culdee. Diversamente dalle altre carrozze, lei viene agganciata davanti a Culdee, così che possa dirgli se c'è qualche pericolo in vista.

## Arlesdale Railway
La Arlesdale Railway è la ferrovia più piccola dell'isola di Sodor. È basata sulla Ravenglass & Eskdale Railway in Cumbria. La ferrovia è gestita dal signor Fergus Duncan. 

### Locomotive a vapore
- Mike, è la locomotiva numero 1 della ferrovia. È una locomotiva in miniatura guidabile. A lui non piace portare i passeggeri e preferisce trasportare merci[17].
- Rex, è la locomotiva numero 2 della ferrovia. Adora dare fastidio a Mike. È un lavoratore instancabile, ma a volte ha problemi con la trazione.[17]
- Bert, è la locomotiva numero 3 della ferrovia. È un po' scontroso.
- Jock, è la locomotiva numero 4 della ferrovia.

### Locomotive a diesel
- Frank, è una locomotiva diesel che lavora sulla ferrovia. È gentile ma a volte brontola. Ha la tendenza di essere un po' nervoso, che gli causa piccoli errori o incidenti.

## Locomotive private
- Neil, è una locomotiva verde scura con un pesante accento scozzese che lavora sulla zona della terraferma vicino all'isola di Sodor. È un amico di Skarloey[18].
- Bill e Ben, due locomotive gemelle di proprietà della cava di caolino di Sodor. Lavorano alla cava e al porto di Brendam.
- Mavis, una locomotiva a diesel di proprietà della cava di Ffarquhar[19]. Trasporta e smista i vagoni nella cava.

## Locomotive in visita/British Railways
Sono indicate varie locomotive della British Railways (nei libri nota come L'altra ferrovia) e delle locomotive provenienti da musei o ferrovie turistiche che hanno visitato l'isola di Sodor.
- 87546 e 98462, delle locomotive con tender a vapore che erano in prova sulla North Western Railway. Erano maleducati e cattivi, perciò Sir Topham Hatt lì rimandò sulla loro ferrovia[20].
- Amici di Percy, delle locomotive di cui non si sa il nome, sono amiche di Percy e vivevano con Percy nell'officina dove è stato costruito[6].

- Big City Engine, è una locomotiva che lavorava per la London, Midland and Scottish Railway, e in seguito per la British Railways. Mentre era in visita sull'isola, ha litigato con Gordon e Duck su qual è la più grande stazione di Londra: King's Cross, Euston, Paddington o St Pancras.[21]
- Jinty e Pug, due locomotive in prestito dalla British Railways che hanno sostituito le locomotive di Sir Topham mentre erano in visita a Londra[21].
- Diesel, una locomotiva a diesel nera originaria della British Railways che lavora sull'isola di Sodor.
- City of Truro, una famosa locomotiva della Great Western Railway; ha visitato l'isola durante un tour delle ferrovie inglesi. È amico di Duck, e Gordon cercò di battere il suo record di velocità solo per invidia[22]. Ora risiede nello Swindon Steam Railway Museum, a Swindon[23]. È basato sulla vera locomotiva City of Truro.
- Stepney, è la locomotiva 55 della Bluebell Railway. Prende il nome da uno dei quartieri di Londra. È una locomotiva molto amichevole e ogni tanto viene a visitare l'isola di Sodor.
- Class 40, un grosso automotore diesel della British Railways che visitò la North Western Railway. Ha intenzionalmente provato ad aspirare la bombetta di un ispettore ferroviario dalla sua presa d'aria[24]. Venne rimandato a casa perché continuava a brontolare.
- Flying Scotsman, è la vera locomotiva LNER Classe A3 No.4472 "Flying Scotsman". È il fratello di Gordon, e detiene il record per essere la prima locomotiva ad andare oltre le 100 miglia orarie, cioè circa 161 chilometri orari[25].
- Diesel 199, una locomotiva diesel in visita sulla North Western Railway. Si è fatto subito nemico delle locomotive a vapore, continuandole a insultare e ripetendo sempre che verranno rottamate in favore dei diesel. Non riuscì a trasportare un treno di vagoni cisterna con carburante e petrolio, e si blocco sulla linea di Kellstorphe. Dopo essere stato aiutato da Henry, il segnalatore lo soprannominò "Spamcan" come insulto[9]. Venne successivamente rimandato a casa.
- Wilbert, una locomotiva a vapore della Dean Forest Railway che prende il nome di Wilbert Awdry, che un tempo era stato presidente di quella ferrovia. Era stato in visita sulla ferrovia e aveva raccontato alle locomotive del suo fratello, Sixteen, che si fece riempire il serbatoio di latte invece che di acqua.[26]

## Veicoli non ferroviari
- Terence, è un trattore a cingoli arancione che lavora in un campo vicino alla linea secondaria di Thomas. Thomas lo prendeva in giro per i suoi cingoli, ma dopo che il trattore lo aiutò dopo essere rimasto bloccato nella neve, si scusò con Terence e fecero amicizia[27].
- Bertie, è una corriera rossa che lavora vicino alla linea secondaria di Thomas. Una volta, lui e Thomas una gara insieme fino a Ffarquhar, ma la perse perché dovette fermarsi a un semaforo.[27]
- Trevor, è un trattore a vapore che abita nel frutteto della canonica di Wellsworth. È stato salvato dalla rottamazione da Edward e dal parroco di Wellsworth[28].
- Harold, è l'elicottero della guardia costiera che pattuglia l'isola in cerca di emergenze. È basato su un Sikorsky S-55.
- George, è un rullo compressore a vapore brontolone che odia le ferrovie e vuole che le locomotive vengano rottamate.
- Caroline, è una vecchia macchina di proprietà del club di cricket di Sodor. Quando va troppo velocemente, tende a surriscaldarsi.
- Bulgy, un autobus a due piani di cattivo carattere con un'opposizione ideologica sulle ferrovie. È basato su un AEC Regent III.

## Persone
- Sir Topham Hatt, noto anche come "The Fat Controller" (tradotto letteralmente "Il Controllore Grasso"), è il direttore della North Western Railway. Si assicura sempre che tutto procede bene e nei tempi previsti, senza confusione o ritardi.
- Sir Handel Brown, è il direttore della Skarloey Railway. Non viene mai mostrato nei libri perché ha tante altre cose da fare.
- Sig. Peter Sam, è il vice direttore della Skarloey Railway.
- Sig. Fergus Duncan, è il direttore della Arlesdale Railway.